# Clip TV
Clip.vn là website chia sẻ video clip trực tuyến đầu tiên và hiện nay được đánh giá là website về chia sẻ video lớn nhất của Việt Nam. Clip.vn thuộc sở hữu của Vega Corporation, chính thức ra mắt người sử dụng vào tháng 02 năm 2007. Với  sự phát triển của YouTube và Facebook tại Việt Nam, Clip.vn đã ngưng hoạt động từ năm 2015. 

## Lịch sử
Tháng 02 năm 2007, khi công bố phiên bản chạy thử nghiệm, nhiều các báo đưa tin bài, số lượng người truy cập lên mức kỷ lục (ngày đầu ra mắt website này đã đón nhận hơn 200.000 lượt người truy cập và vào những lúc cao điểm có tới hơn 50.000 người truy cập website cùng một lúc), khiến website này đã bị quá tải và bị người dùng phàn nàn.
Tới ngày 30 tháng 05 năm 2007, website Clip.vn chính thức công bố phiên bản Beta 2, phiên bản này có nhiều cải tiến về cả tính năng cũng như giao diện của trang web.
Vào tháng 11 năm 2007 website Clip.vn thực hiện một số các thay đổi đáng kể khác như thay đổi giao diện website rộng hơn, và tương tác với các nội dung của website tốt hơn. Từ đó đến nay website này vẫn tiến tục có một số nâng cấp nhỏ.
Website của Clip đã từng là website lớn nhất Việt Nam trong lĩnh vực chia sẻ video trực tuyến, tháng 3 năm 2007 website này đã công bố số lượng thành viên của họ đã lên tới hơn 230.000 thành viên, và 200 ngàn tập tin video.
Từ năm 2011 trở đi, với sự phổ biến rộng rãi của Youtube và Facebook tại Việt Nam, người dùng Clip.vn bắt đầu chuyển sang sử dụng các nền tảng YouTube và Facebook như một công cụ chính để đăng tải Video. Clip.vn bắt đầu đi vào thoái trào và chính thức đóng cửa hoàn toàn vào năm 2015. 
Đến năm 2017, tên miền Clip.vn được sử dụng cho dịch vụ Clip TV của Công ty truyền thông Vega. Vào năm 2021, tên miền được đổi hướng sang dịch vụ Clip TV của MobiFone.

## Chức năng
- Đăng tải và chia sẻ những video hay với cộng đồng người sử dụng Internet.
- Tìm kiếm các Video đã được đăng tải bởi các thành viên.
- Sở hữu một trang cá nhân trên Clip.vn dưới dạng một MyTV, nơi đây sẽ lưu trữ toàn bộ các video mà chủ nhân của MyTV đó đăng lên, ngoài ra trang cá nhân này còn cho phép thành viên tùy biến giao diện, trao đổi, thảo luận và gắn kết với các thành viên khác.
- Tham gia và thiết lập các nhóm những người sử dụng có cùng sở thích.
- Hiển thị các đoạn video vào website, blog cá nhân của bạn bằng việc sử dụng tính năng nhúng đoạn "Mã để chèn vào blog/web" mà clip.vn cung cấp ứng với mỗi đoạn clip được đăng tải.
- Người sử dụng có thể lựa chọn chia sẻ đoạn clip của mình vừa đăng tải với cộng đồng người sử dụng Internet hoặc chỉ chia sẻ kiểu riêng tư.
- Cho phép nhận xét về video của người khác.

## Logo

Logo sử dụng từ 2007 đến 2013
Logo sử dụng từ 2013 đến 2015